# Miss Marple
Pour la série télévisée de 2004, voir Miss Marple (série télévisée, 2004).
Jane Marple, plus connue sous le nom de Miss Marple, est un personnage de fiction créé par la romancière Agatha Christie et l'héroïne de douze romans policiers et de vingt nouvelles.
Miss Marple, « détective en fauteuil » (en anglais : armchair detective), est une vieille dame qui vit à St. Mary Mead, village imaginaire de la campagne anglaise, et dont la maxime favorite est : « La nature humaine est partout la même ».

## Miss Marple et St. Mary Mead
Selon Agatha Christie, Miss Marple aurait été préfigurée par Caroline Sheppard, la sœur du narrateur et son personnage préféré dans Le Meurtre de Roger Ackroyd : « une vieille fille caustique, curieuse, sachant tout, entendant tout : la parfaite détective à domicile ».
De fait, le personnage de Miss Marple est fortement ancré au village de St. Mary Mead, dont elle s'éloigne peu. Si les notes d'Agatha Christie montrent qu'elle a envisagé d'en faire le détective de Mort sur le Nil, c'est finalement Hercule Poirot qu'elle choisira pour résoudre l'énigme –– un voyage sur le Nil eût été une « expédition trop hasardeuse » pour Miss Marple. Pour l'enquête du Major parlait trop, toutefois, la vieille dame se rendra outre-mer dans l'île imaginaire de Saint Honoré.
Miss Marple résout les énigmes auxquelles elle est confrontée, par son intuition et sa connaissance de la nature humaine. À propos des affaires qu'elle est amenée à résoudre, elle a souvent la réminiscence d'histoires subalternes dont les ressorts sont identiques. Mais cela ne constitue pas des preuves propres à confondre un meurtrier.
Ainsi, huit des romans mettant en scène Miss Marple se terminent-ils par un chapitre « artificiel », dans lequel un piège est tendu à l'assassin qui se trahit ainsi. Ce ressort littéraire et dramatique est fréquemment utilisé par Agatha Christie dans nombre de romans où apparaît le personnage d'Hercule Poirot.
Toutefois, parmi les douze romans dans lesquels Miss Marple tient le rôle du détective, quatre ne recourent pas à ce piège final :
- Jeux de glaces (1952) et Le miroir se brisa (1962), qui s'achèvent avec une démonstration des faits postérieure à la mort de l'assassin ;
- Une poignée de seigle (1953) et À l'hôtel Bertram (1965), qui se concluent par une simple démonstration sur l'identité de l'assassin, hors de sa présence, sans que celui-ci ait été arrêté, mais avec forte probabilité d'une arrestation à venir.

## Apparitions
Miss Marple apparait dans douze romans et vingt nouvelles :

### Romans
- L'Affaire Protheroe (The Murder at the Vicarage, 1930)
- Un cadavre dans la bibliothèque (The Body in the Library, 1942)
- La Plume empoisonnée (The Moving Finger, 1942)
- Un meurtre sera commis le... (A Murder Is Announced, 1950)
- Jeux de glaces (They Do It with Mirrors [UK] ou Murder with Mirrors... [USA], 1952)
- Une poignée de seigle (A Pocket Full of Rye, 1953)
- Le Train de 16 h 50 (4.50 from Paddington [UK] ou What Mrs. Gillicudy Saw [USA] et Murder She Said [réédition USA], 1957)
- Le miroir se brisa (The Mirror Crack'd from Side to Side [UK] ou The Mirror Crack'd [USA], 1962)
- Le Major parlait trop (A Caribbean Mystery, 1964)
- À l'hôtel Bertram (At Bertram's Hotel, 1965)
- Némésis (Nemesis, 1971)
- La Dernière Énigme (Sleeping Murder, 1976)

### Recueils de nouvelles
- Miss Marple au Club du Mardi (The Thirteen Problems [UK] ou The Tuesday Club Murders [USA], 1932), treize nouvelles
Publié originellement en France en deux volumes : Miss Marple au Club du Mardi et Le Club du Mardi continue.
- Christmas Pudding (1962) : Miss Marple n'apparaît que dans Le policeman vous dit l'heure, une des six nouvelles du recueil.
- Miss Marple tire sa révérence (Miss Marple's Final Cases and Two Other Stories, 1979), six des huit nouvelles
Recueil spécifiquement britannique et français.
- Marple: Twelve New Stories (HarperCollins, 2022)[4]

## Adaptations

### Adaptations théâtrales
Miss Marple a été mise en scène dans seulement deux pièces de théâtre.
Barbara Mullen
En 1949, Barbara Mullen est la première à donner un visage à Miss Marple, dans la pièce de théâtre L'Affaire Protheroe (Murder at the Vicarage), adaptation de Moie Charles et Barbara Toy du roman L'Affaire Protheroe. La première a lieu le 14 septembre 1949.

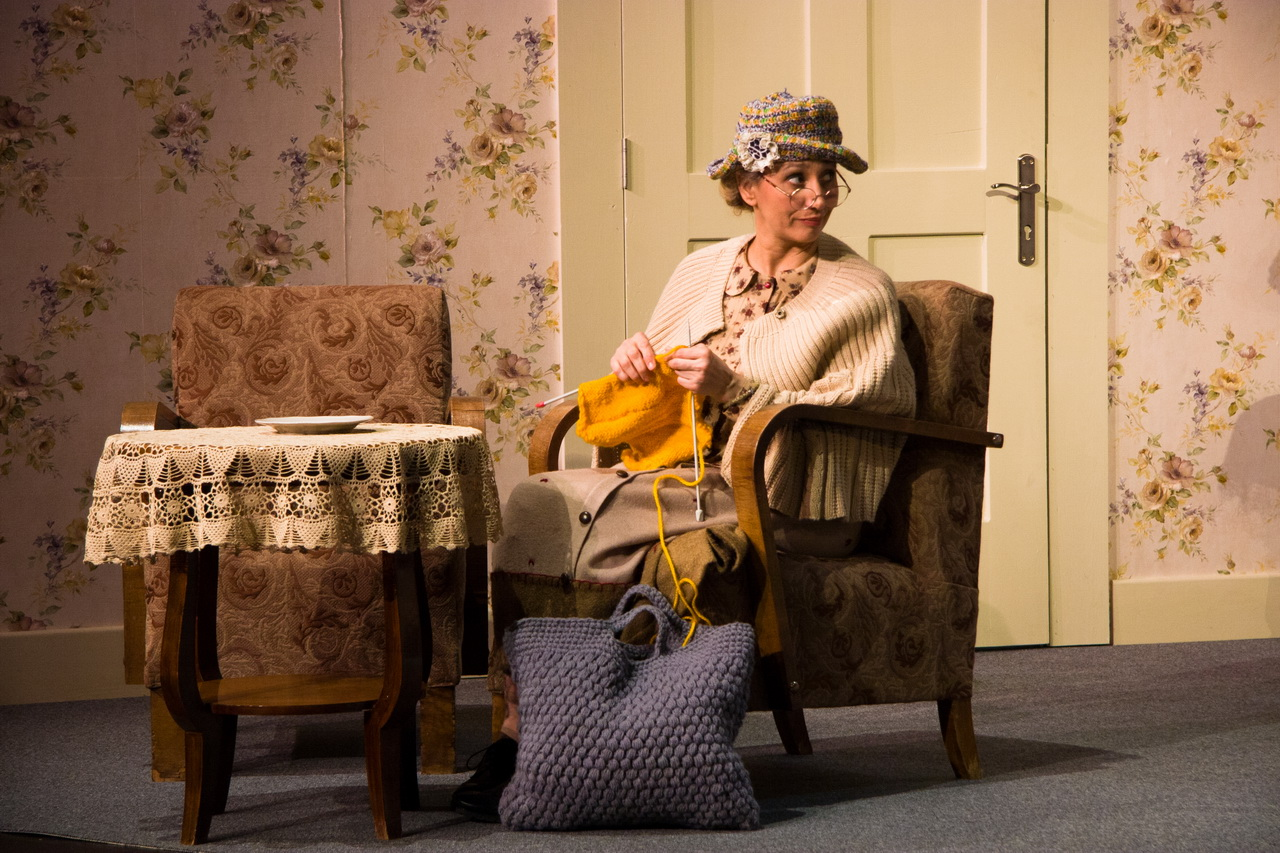
Miss Marple, ici incarnée par, en train de tricoter, dans l'adaptation pour le théâtre du roman Un meurtre sera commis le... jouée au Théâtre national serbe de Novi Sad en décembre 2011 dans le spectacle vivant.

Dulcie Gray
La comédienne Dulcie Gray incarne Miss Marple en septembre 1977, dans la pièce Un meurtre sera commis le... (A Murder Is Announced), adaptée du roman éponyme, jouée au Vaudeville Théâtre de Londres.

### Adaptations télévisées
À la télévision, Miss Marple a été incarnée par au moins six actrices :
Gracie Fields
L'actrice britannique Gracie Fields est la première à incarner Miss Marple à l'écran. En 1956, elle joue dans A Murder Is Announced, un épisode de la série Goodyear Television Playhouse (en).
-  1956 : A Murder Is Announced, épisode (6.5) de la série Goodyear Television Playhouse (en), d'après Un meurtre sera commis le..., initialement diffusé le 30 décembre 1956 ;

Inge Langen
L'actrice allemande Inge Langen endosse le rôle de Miss Marple une seule fois dans un téléfilm ouest-allemand :
-  1970 : Mord im Pfarrhaus, téléfilm ouest-allemand adapté du roman L'Affaire Protheroe, initialement diffusé le 21 novembre 1970 sur la ZDF.

Helen Hayes
Helen Hayes est la troisième actrice à interpréter Miss Marple pour le petit écran, dans deux téléfilms américains. Elle est alors à un âge avancé, ayant plus de 80 ans lors des tournages. Elle avait précédemment incarné Lavinia Fullerton, autre personnage d'Agatha Christie mais de second plan, dans le téléfilm américain Un meurtre est-il facile ? de 1982, adapté du roman éponyme.
-  1983 : Le Major parlait trop (A Caribbean Mystery), téléfilm américain adapté du roman Le major parlait trop, initialement diffusé le 22 octobre 1983 sur CBS ;
-  1985 : Jeux de glaces (Murder with Mirrors), téléfilm américain adapté du roman Jeux de glaces, initialement diffusé le 20 février 1985 sur CBS.

Joan Hickson
Joan Hickson interprète Miss Marple de 1984 à 1992 dans le cadre de la série britannique Miss Marple de la BBC. Les douze téléfilms de la série sont en général considérés comme relativement fidèles à l'esprit et à la lettre des douze romans adaptés.
Près de quarante ans plus tôt, en 1945, Joan Hickson jouait le rôle secondaire de Miss Pryce dans la pièce de théâtre Rendez-vous avec la mort d'Agatha Christie. À l'issue d'une représentation à laquelle assistait la romancière, celle-ci lui aurait écrit : « I hope one day you might play my dear Miss Marple. » (« J'espère qu'un jour vous pourrez jouer ma chère Miss Marple »). Son vœu sera exaucé sans qu'elle le sache. Matthew Prichard, le petit-fils de la Reine du Crime, déclare : « Joan incarne à la perfection Miss Marple, pas seulement en apparence, mais aussi dans son comportement ».
Joan Hickson est considérée par beaucoup comme la Miss Marple parfaite et définitive. Son rôle lui vaut d'être nommée deux fois, en 1987 et 1988, aux BAFTA TV Awards en tant que meilleure actrice. Elle est promue en 1987 au grade d'officier de l'Ordre de l'Empire britannique à l’initiative du gouvernement. La reine Élisabeth II, amatrice de la série, lui remet la décoration et lui glisse : « you play the part just as one envisages it » (« vous jouez le rôle exactement comme on peut l'envisager »).
-  1984-1992 : Miss Marple (Agatha Christie's Miss Marple), série britannique en douze épisodes diffusée sur la BBC.

Geraldine McEwan
Geraldine McEwan incarne la vieille détective de St. Mary Mead de 2004 à 2009 dans la nouvelle série britannique Miss Marple pour le compte de la chaîne britannique ITV, déjà à l'origine de la série Hercule Poirot avec David Suchet dans le rôle-titre. Sa modernité, de même que ses manières énergiques (bien que septuagénaire, l'actrice paraît d'ailleurs plus jeune que celles qui l'ont précédée dans le rôle), et les nombreuses distributions prestigieuses, sont appréciées.
Le 23 janvier 2008, elle annonce prendre sa retraite et laisse donc la main à sa compatriote Julia McKenzie.
-  2004-2009 : Miss Marple (Agatha Christie's Marple), série britannique diffusée sur ITV.

Julia McKenzie
À la suite du départ de Geraldine McEwan de la série Miss Marple en 2008, Julia McKenzie reprend le rôle de Miss Marple. Elle incarne la détective amateur jusqu'à l'arrêt de la série en 2013, à la suite du rachat des droits d'adaptations d'Agatha Christie par la BBC.
-  2009-2013 : Miss Marple (Agatha Christie's Marple), série britannique diffusée sur ITV.

#### Série animée
Miss Marple est présente dans la série animée japonaise Agatha Christie's Great Detectives Poirot and Marple de 2004. La série en trente-neuf épisodes suit les aventures de Mabel West, assistante du détective Hercule Poirot, qui vient parfois rendre visite à sa grand-tante Miss Marple. La voix originale japonaise est doublée par Kaoru Yachigusa.
- 2004 : Agatha Christie's Great Detectives Poirot and Marple (アガサ·クリスティーの名探偵ポワロとマープル), série animée japonaise diffusée sur NHK.

### Adaptations cinématographiques
Au cinéma, Miss Marple a été incarnée par au moins trois actrices :
Margaret Rutherford
Margaret Rutherford lui a prêté ses traits dans quatre films, dont seul le premier, Le Train de 16 h 50, est inspiré d'une enquête « réelle » de Miss Marple. Les autres films sont adaptés de romans d'Hercule Poirot et le dernier film, Passage à tabac, est une histoire totalement originale.
Le premier film (1962) remporte un vif succès auprès du public, notamment dû à Margaret Rutherford. Agatha Christie, elle, trouve le film assez navrant mais ne s'avoue pas déçue : « C'est plus ou moins ce à quoi je m'étais attendue depuis le début. » Elle n'est pas rancunière envers Margaret Rutherford dont l'interprétation de Miss Marple est pourtant bien éloignée du personnage original du roman. Elle lui dédicace même son roman sorti la même année, Le miroir se brisa. Elle comprend que, grâce au succès du film, Miss Marple est popularisée, ce qui élargit grandement son lectorat.
Les deux films suivants sont adaptés de romans d'Hercule Poirot ce qui a le don d'énerver Agatha Christie. Le scénario original du dernier film finira de brouiller la romancière avec le cinéma, celle-ci considérant que son « droit moral » d'auteur est bafoué.
-  1962 : Le Train de 16 h 50 (Murder She Said), réalisé par George Pollock ;
-  1963 : Meurtre au galop (Murder at the Gallop), réalisé par George Pollock, d’après Les Indiscrétions d'Hercule Poirot ;
-  1964 : Lady détective entre en scène (Murder Most Foul), réalisé par George Pollock, d’après Mrs McGinty est morte ;
-  1964 : Passage à tabac (Murder ahoy), réalisé par George Pollock, sur un scénario original.

Angela Lansbury
Angela Lansbury, plus connue pour son interprétation ultérieure de l'écrivain-détective Jessica Fletcher dans la série Arabesque (Murder, She Wrote, 1984-1996), incarne Miss Marple dans le film britannique Le miroir se brisa de 1980.
-  1980 : Le miroir se brisa (The Mirror Crack'd), réalisé par Guy Hamilton.

Ita Ever
La comédienne estonienne Ita Ever est la dernière en date à incarner Miss Marple au cinéma, en jouant en 1983 dans le film russe Tayna chyornykh drozdov.
-  1983 : Tayna chyornykh drozdov (Тайна чёрных дроздов), réalisé par Vadim Derbenyov, d’après Une poignée de seigle.

Jennifer Garner
En 2013, il est annoncé que l'actrice américaine Jennifer Garner devrait incarner une Miss Marple rajeunie, âgée d'une trentaine d'années, dans un prochain film de Disney.

### Adaptations radiophoniques
June Whitfield
La chaîne de radio britannique BBC Radio 4 a produit, de 1993 à 2001, une adaptation de chacun des douze romans mettant en scène Miss Marple, le rôle de celle-ci étant interprété par June Whitfield. Ces douze pièces radiophoniques ont une durée comprise entre 88 minutes et 144 minutes.
Denise Gence
Le 25 novembre 1958, France Inter diffuse une version radiophonique de La Plume empoisonnée dans le cadre de l'émission Les Maîtres du mystère. Le roman est adapté par Hélène Misserly, réalisé par Pierre Billard avec Denise Gence dans le rôle de Miss Marple.
https://www.franceculture.fr/emissions/les-nuits-de-france-culture/les-maitres-du-mystere-la-plume-empoisonnee-1ere-diffusion-25111958-chaine-parisienne

## Fidélité des incarnations à l'écran
Il est à noter qu'aucune de ces interprétations ne correspond à la description physique de Miss Marple, décrite dans les romans comme une personne d'allure frêle et « inoffensive ». Dans les films et téléfilms, elle est quasiment transformée en « battante » et débarrassée des vestiges de « victorianisme » que lui prêtait Agatha Christie (port occasionnel d'une mantille, partisane convaincue de la peine de mort, etc.).
Agatha Christie, qui n'a connu que les adaptations cinématographiques avec l'actrice Margaret Rutherford, avait elle-même confié à sa biographe Janet Morgan que, malgré l'immense talent de Margaret Rutherford, celle-ci ne ressemblait guère à l'idée que des millions de lecteurs avaient pu se faire du personnage de Miss Marple.